# Kanu-Club Limmer
Der Kanu-Club Limmer ist ein Kanuverein in Hannover Linden-Limmer.

## Geschichte
Der Kanu-Club Limmer wurde 1932 gegründet. Schon zwei Jahre vorher hatten Kanusportler in Limmer sich als Faltboot-Abteilung des Turn-Klubs Limmer zusammengefunden. 1937 erfolgte die Fusion mit dem 1934 gegründeten Faltboot-Club Hannover, der sich aus einer Gruppe Sportlern, die sich in sogenannten „Der Ring der Dreiecksfahrer“ zusammengefunden, entstanden war. In der blauen Vereinsfahne mit Gewässersymbol und einem Kreis und Dreieck ist die Geschichte des Verein symbolisiert.
Das erste Bootshaus wurde 1939 eingeweiht. Dieses brannte 1995 teilweise aus und wurde im Folgejahr wieder errichtet. 1956 kam in Dedensen ein weiteres Grundstück hinzu, auf dem 1957 das „Rudi-Gewecke-Heim“, benannt nach einem der Vereinsgründer, errichtet wurde.

## Sportarten
Neben Kanurennsport, Kanuwandern, Drachenboot und Kanupolo bietet der KC Limmer auch Stand-Up-Paddling, Radsport, Wildwasser und Quadrathlon als Sportarten seinen Mitgliedern an.

## Erfolge (Auswahl)
Der KC Limmer zählte vor allem in den 1990er Jahren zu den führenden Kanurennsport-Vereinen in Deutschland. Der Verein stelle u. a. mit Ramona Portwich 1996 eine Olympiasiegerin, Weltmeisterin und mehrfache deutsche Meisterin.
- 1990 Ramona Portwich Deutsche Meisterin K I 400 Meter[3]
- 1994 Deutsche Meisterschaft K IV 400 Meter Damen mit Ramona Portwich, Susanne Mirau, Daniela Sommer, und Nikola Holle[3]
- 1995 Ramona Portwich Deutsche Meisterin K I 200 Meter[4]
- 1995 Deutsche Meisterschaft K IV 200 Meter Damen mit Anke Niesner, Daniela Sommer, Nikola Holle, Ramona Portwich[4]
- 1996 Deutsche Meisterschaft K IV 400 Meter Damen mit Ramona Portwich, Claudia Österheld, Daniela Sommer, und Nikola Holle[3]
- 1996 Daniela Sommer Deutsche Meisterin K I 200 Meter[4]
- 1996 gewann der Klub sowohl die Goldmedaille mit Ramona Portwich und Nikola Holle als auch die Silbermedaille mit Daniela Sommer und Claudia Österheld den DM im K II über 200 Meter.[4]
- 1997 Deutsche Meisterschaft K IV 200 Meter Damen mit Daniela Sommer, Nikola Holle, Sonja Strickmann und Claudia Österheld[4]

Im Kanupolo wurden Ina Hertrampf und Anne Reimers im Jahr 2000 Weltmeisterinnen mit der deutschen Nationalmannschaft.